# Морган (лунный кратер)
Кратер Морган (лат. De Morgan) — небольшой ударный кратер в области юго-западного побережья Моря Спокойствия на видимой стороне Луны. Название присвоено в честь шотландского математика и логика Огастеса де Моргана (1806—1871) и утверждено Международным астрономическим союзом в 1935 г. 

## Описание кратера

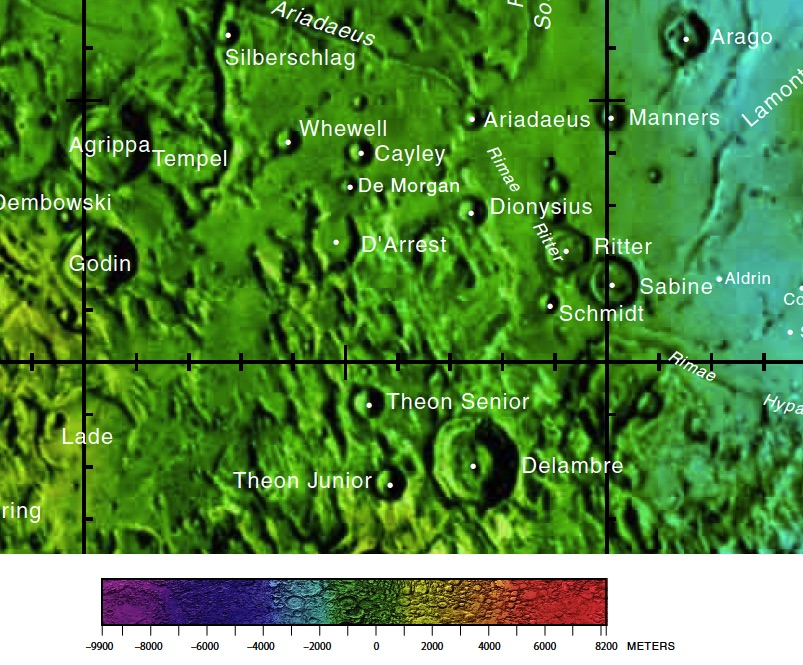
Окрестности кратера Морган. Фрагмент карты видимой стороны Луны.

Ближайшими соседями кратера являются кратер Уэвелл на северо-западе; кратер Кэли на севере; кратер Дионисий на востоке-юго-востоке и кратер Дарре на юге. На северо-западе от кратера Морган находится Море Паров; на северо-востоке – Море Спокойствия. Селенографические координаты центра кратера 3°19′ с. ш. 14°53′ в. д. / 3,31° с. ш. 14,89° в. д., диаметр 9,7 км, глубина 1870 м.
Кратер Морган имеет циркулярную чашеобразную форму. Внутренний склон вала гладкий, спускается к небольшому участку плоского дна. Высота вала над окружающей местностью достигает 370 м, объем кратера составляет приблизительно 40 км³. В чаше кратера находятся два маленьких холма. По морфологическим признакам кратер относится к типу BIO (по названию типичного представителя этого класса — кратера Био).

## Сателлитные кратеры
Отсутствуют.

## См.также
- Список кратеров на Луне
- Лунный кратер
- Морфологический каталог кратеров Луны
- Планетная номенклатура
- Селенография
- Минералогия Луны
- Геология Луны
- Поздняя тяжёлая бомбардировка